# Hypselodoris pulchella
Hypselodoris pulchella (Ruppell & Leuckart, 1828) è un mollusco nudibranchio della famiglia Chromodorididae.

## Distribuzione e habitat
Specie rinvenibile nell'oceano Indiano, comune nel mar Rosso e nell'Africa orientale.